# Võidu
Võidu es una localidad situada en el municipio de Häädemeeste, en el condado de Pärnu, Estonia. Tiene una población estimada, en 2021, de 84 habitantes.
Está ubicada al suroeste del condado, cerca de la costa del golfo de Riga y de la frontera con Letonia.